# Uliocnemis woodfordi
Uliocnemis woodfordi är en fjärilsart som beskrevs av W. Warren 1899. Uliocnemis woodfordi ingår i släktet Uliocnemis och familjen mätare. Inga underarter finns listade i Catalogue of Life.